# Commelina minor
Commelina minor là một loài thực vật có hoa trong họ Commelinaceae. Loài này được Y.N.Lee & Y.C.Oh mô tả khoa học đầu tiên năm 1981.